# Acer shenkanense
Acer shenkanense é uma espécie de árvore do gênero Acer, pertencente à família Aceraceae.